# Theodor Leber
Theodor Karl Gustav von Leber (Karlsruhe, 1840. február 29. – Heidelberg, 1917. április 17.) német szemész és egyetemi tanár.

## Élete
Leber Hermann von Helmholtz tanítványa volt Heidelbergben, ahol 1862-ben doktorált. Utána a városban maradt Hermann Jakob Knapp asszisztenseként a Heidelberg szemklinikán. Ezt követően Carl Ludwigtól tanult fiziológiát Bécsben. 1867-től 1870-ig Albrecht von Graefe szemészorvos asszisztense volt Berlinben.
1871-ben a Göttingeni Egyetem szemklinikájának igazgatója lett, majd 1890 és 1910 között a Heidelbergi Egyetemé is.
Leber volt az első, aki leírta a róla elnevezett veleszületett vakságot 1869-ben, és a Leber-féle örökletes optikai neuropátiát 1871-ben. Egy anatómiai struktúrát is elneveztek róla, a „Leber-féle plexus”.
Egy, a Német Szemorvostársaság által adott ösztöndíj is a nevét viseli: a Theodor-Leber-Stipendium zur Förderung der pharmakologischen und pharmakophysiologischen Forschung in der Augenheilkunde.